# HMS Glory (R62)
HMS Glory (R62) là một tàu sân bay thuộc lớp Colossus của Hải quân Hoàng gia Anh. Được hoàn thành và đưa ra hoạt động khi Chiến tranh Thế giới thứ hai sắp kết thúc, HMS Glory chỉ có những hoạt động giới hạn trong Thế Chiến II, nhưng đã được sử dụng rộng rãi trong Chiến tranh Triều Tiên. Nó được cho ngừng hoạt động vào năm 1956 và bị tháo dỡ vào năm 1961.

## Thiết kế và chế tạo
Glory được đặt lườn vào ngày 8 tháng 11 năm 1942 bởi hãng đóng tàu Stephens tại Govan. Nó được hạ thủy vào ngày 27 tháng 11 năm 1943; được đỡ đầu bởi Lady Cynthia Brookes, Phu nhân Thủ tướng Bắc Ireland.

## Lịch sử hoạt động
Glory được đưa ra hoạt động vào ngày 2 tháng 4 năm 1945, và khởi hành đi Thái Bình Dương cùng với một lực lượng máy bay phối thuộc bao gồm Fairey Barracuda (Phi đội Không lực Hải quân 837) và F4U Corsair (Phi đội Không lực Hải quân 1831). Tại Sydney, nó gia nhập Hải đội Tàu sân bay 11 của Hạm đội Thái Bình Dương Anh Quốc khi Chiến tranh Thế giới thứ hai đã đến hồi kết thúc. Không lâu sau đó, Glory đi đến Rabaul vào ngày 6 tháng 9 năm 1945 để tiếp nhận sự đầu hàng của lực lượng Nhật Bản trú đóng tại đây.
Sau việc đầu hàng tại Rabaul, Glory đã giúp đỡ vào việc tái chiếm đóng Hong Kong, rồi sau đó đi đến Australia và Canada trong những hoạt động tương đương của Anh như Chiến dịch Magic Carpet nhằm hồi hương những quân nhân đang hoạt động ở nước ngoài. Chiếc tàu sân bay quay trở về Anh Quốc vào năm 1947 rồi sau đó được đưa về lực lượng dự bị. Vào tháng 11 năm 1949, con tàu được đưa ra khỏi lực lượng dự bị và trở lại hoạt động thường trực đầy đủ một năm sau đó vào tháng 12 năm 1950.
Sau đó Glory được bố trí đến Triều Tiên vào tháng 4 năm 1951 vào dịp đầu tiên trong tổng số ba lượt phục vụ trong chiến tranh. Đợt bố trí thứ nhất kết thúc vào tháng 9 năm đó, nhưng Glory được gọi quay trở lại chiến trường từ tháng 1 đến tháng 5 năm 1952 và từ tháng 11 năm 1952 đến tháng 5 năm 1953. Sau các vai trò tích cực trong chiến tranh Triều Tiên, Glory tiếp tục các hoạt động trong năm 1954 dưới các vai trò vận chuyển, chở binh lính và căn cứ cho máy bay trực thăng. Nó được cho kết thúc các hoạt động và đưa về lực lượng dự bị vào năm 1956; và đến năm 1961, Glory được bán để tháo dỡ tại Inverkeithing.

## Pháo bắn chào
Trong khi ở trong lực lượng dự bị tại Rosyth, Glory đã được tháo dỡ bốn khẩu pháo chuyển cho Trường Kỹ thuật Hải quân HMS Caledonia để sử dụng như những khẩu đội bắn chào. Bốn khẩu pháo này được mô tả như là "Pháo bắn nhanh Hotchkin, 3 pounder, Mark 1" và được đóng dấu sản xuất vào các năm 1888, 1898, 1904 và 1915. Các khẩu pháo này được các học viên kỹ thuật tại HMS Caledonia sử dụng vào việc bắn chào các cuộc viếng thăm của thành viên Hoàng Gia cho đến khi Trường Kỹ thuật Hải quân bị đóng cửa vào năm 1985.